# 뷰캐넌 (라이베리아)
뷰캐넌(영어: Buchanan)은 라이베리아 그랜드바사 주의 주도이다. 라이베리아에서 세 번째로 큰 도시로, 2008년 인구 조사 때 인구는 34,720명(남자: 16,984명, 여자: 17,286명)이었다.